# كونكاكاف

شعار الاتحاد حتى عام 2018

اتحاد أمريكا الشمالية والوسطى والكاريبي لكرة القدم (بالإنجليزية: Confederation of North, Central America and Caribbean Association Football)‏ ويُختصر بـ كونكاكاف (بالإنجليزية: CONCACAF)‏، هو الجهة الراعية لكرة القدم في دول أمريكا الشمالية وأمريكا الوسطى والبحر الكاريبي بالإضافة إلى 3 دول من منطقة غيانا بأمريكا الجنوبية لأسباب جيوسياسية، تأسس الاتحاد عام 1961، وهو واحد من الأعضاء الستة في الفيفا.

## الأعضاء والتقسيم

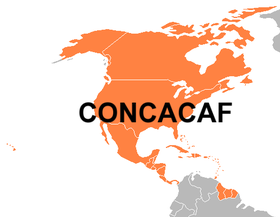
دول الاتحاد

### منطقة أمريكا الشمالية
يضم الكونكاناكف 41 اتحاد عضو:
| رمز الفيفا                                       | الاتحاد                             | المنتخبات الوطنية                   | تاريخ التأسيس                       | الإنضمام إلى الفيفا                 | الإنضمام إلى الكونكاكاف             | عضوية اللجنة الأولمبية الدولية      |                                     |
| منطقة شمال أمريكا ‏ (NAFU) (3 أعضاء)              | منطقة شمال أمريكا ‏ (NAFU) (3 أعضاء) | منطقة شمال أمريكا ‏ (NAFU) (3 أعضاء) | منطقة شمال أمريكا ‏ (NAFU) (3 أعضاء) | منطقة شمال أمريكا ‏ (NAFU) (3 أعضاء) | منطقة شمال أمريكا ‏ (NAFU) (3 أعضاء) | منطقة شمال أمريكا ‏ (NAFU) (3 أعضاء) | منطقة شمال أمريكا ‏ (NAFU) (3 أعضاء) |
| ------------------------------------------------ | ----------------------------------- | ----------------------------------- | ----------------------------------- | ----------------------------------- | ----------------------------------- | ----------------------------------- | ----------------------------------- |
| CAN                                              | كندا                                | (M، W)                              | 1912                                | 1913                                | 1961                                | نعم                                 |                                     |
| MEX                                              | المكسيك                             | (M، W)                              | 1922                                | 1929                                | 1961                                | نعم                                 |                                     |
| USA                                              | الولايات المتحدة                    | (M، W)                              | 1913                                | 1914                                | 1961                                | نعم                                 |                                     |
| اتحاد أمريكا الوسطى لكرة القدم (UNCAF) (7 أعضاء) |                                     |                                     |                                     |                                     |                                     |                                     |                                     |
| BLZ                                              | بليز                                | (M، W)                              | 1980                                | 1986                                | 1986                                | نعم                                 |                                     |
| CRC                                              | كوستاريكا                           | (M، W)                              | 1921                                | 1927                                | 1961                                | نعم                                 |                                     |
| SLV                                              | السلفادور                           | (M، W)                              | 1935                                | 1938                                | 1961                                | نعم                                 |                                     |
| GUA                                              | غواتيمالا                           | (M، W)                              | 1919                                | 1946                                | 1961                                | نعم                                 |                                     |
| HON                                              | هندوراس                             | (M، W)                              | 1935                                | 1946                                | 1961                                | نعم                                 |                                     |
| NCA                                              | نيكاراغوا                           | (M، W)                              | 1931                                | 1950                                | 1961                                | نعم                                 |                                     |
| PAN                                              | بنما                                | (M، W)                              | 1937                                | 1938                                | 1961                                | نعم                                 |                                     |
| منطقة البحر الكاريبي (CFU) (31 عضو)              |                                     |                                     |                                     |                                     |                                     |                                     |                                     |
| AIA                                              | أنغويلا                             | (M، W)                              | 1990                                | 1996                                | 1996                                | لا                                  |                                     |
| ATG                                              | أنتيغوا وباربودا                    | (M، W)                              | 1928                                | 1972                                | between 1961 and 1973               | نعم                                 |                                     |
| ARU                                              | أروبا                               | (M، W)                              | 1932                                | 1988                                | 1986                                | نعم                                 |                                     |
| BAH                                              | جزر البهاما                         | (M، W)                              | 1967                                | 1968                                | between 1961 and 1973               | نعم                                 |                                     |
| BRB                                              | باربادوس                            | (M، W)                              | 1910                                | 1968                                | 1967                                | نعم                                 |                                     |
| BER                                              | برمودا                              | (M، W)                              | 1928                                | 1962                                | 1967                                | نعم                                 |                                     |
| BOE                                              | بونير                               | (M, W)                              | 1960                                | —                                   | 2014                                | لا                                  |                                     |
| VGB                                              | جزر العذراء البريطانية              | (M، W)                              | 1974                                | 1996                                | 1996                                | نعم                                 |                                     |
| CAY                                              | جزر كايمان                          | (M، W)                              | 1966                                | 1992                                | 1990                                | نعم                                 |                                     |
| CUB                                              | كوبا                                | (M، W)                              | 1924                                | 1929                                | 1961                                | نعم                                 |                                     |
| CUW                                              | كوراساو                             | (M، W)                              | 1921                                | 1932                                | 1961                                | لا                                  |                                     |
| DMA                                              | دومينيكا                            | (M، W)                              | 1970                                | 1994                                | 1994                                | نعم                                 |                                     |
| DOM                                              | جمهورية الدومينيكان                 | (M، W)                              | 1953                                | 1958                                | 1964                                | نعم                                 |                                     |
| GUF                                              | غويانا الفرنسية                     | (M, W)                              | 1962                                | —                                   | 2013                                | لا                                  |                                     |
| GRN                                              | غرينادا                             | (M، W)                              | 1924                                | 1978                                | 1978                                | نعم                                 |                                     |
| GLP                                              | غوادلوب                             | (M، W)                              | 1958                                | —                                   | 2013                                | لا                                  |                                     |
| GUY                                              | غيانا                               | (M، W)                              | 1902                                | 1970                                | between 1969 and 1971               | نعم                                 |                                     |
| HAI                                              | هايتي                               | (M، W)                              | 1904                                | 1934                                | 1961                                | نعم                                 |                                     |
| JAM                                              | جامايكا                             | (M، W)                              | 1910                                | 1962                                | 1963                                | نعم                                 |                                     |
| MTQ                                              | مارتينيك                            | (M، W)                              | 1953                                | —                                   | 2013                                | لا                                  |                                     |
| MSR                                              | مونتسرات                            | (M، W)                              | 1994                                | 1996                                | 1996                                | لا                                  |                                     |
| PUR                                              | بورتوريكو                           | (M، W)                              | 1940                                | 1960                                | 1964                                | نعم                                 |                                     |
| SKN                                              | سانت كيتس ونيفيس                    | (M، W)                              | 1932                                | 1992                                | 1992                                | نعم                                 |                                     |
| LCA                                              | سانت لوسيا                          | (M، W)                              | 1979                                | 1988                                | 1986                                | نعم                                 |                                     |
| SMN                                              | سان-مارتين                          | (M, W)                              | 1999                                | —                                   | 2013                                | لا                                  |                                     |
| VIN                                              | سانت فينسنت والغرينادين             | (M، W)                              | 1979                                | 1988                                | 1986                                | نعم                                 |                                     |
| SMA                                              | سينت مارتن                          | (M، W)                              | 1986                                | —                                   | 2013                                | لا                                  |                                     |
| SUR                                              | سورينام                             | (M، W)                              | 1920                                | 1929                                | 1961                                | نعم                                 |                                     |
| TRI                                              | ترينيداد وتوباغو                    | (M، W)                              | 1908                                | 1964                                | 1964                                | نعم                                 |                                     |
| TCA                                              | جزر توركس وكايكوس                   | (M، W)                              | 1996                                | 1998                                | 1996                                | لا                                  |                                     |
| VIR                                              | جزر العذراء الأمريكية               | (M، W)                              | 1992                                | 1998                                | 1987                                | نعم                                 |                                     |

M = Men's National Team. W = Women's National Team
1. 1 2 3 4 5 6  Full CONCACAF member, but not a FIFA member.

## البطولات التي ينضمها الاتحاد

### للمنتخبات
- الكأس الذهبية للرجال
- الكأس الذهبية للنساء
- بطولة أمريكا الوسطى
- بطولة الكاريبي
- تصفيات الكونكاكاف للألعاب الأولمبية للرجال
- تصفيات الكونكاكاف للألعاب الأولمبية للنساء
- بطولة الكونكاكاف تحت 20 سنة
- بطولة الكونكاكاف تحت 20 سنة للنساء
- بطولة الكونكاكاف تحت 17 سنة
- بطولة الكونكاكاف لكرة القدم الشاطئية

### للأندية
- دوري أبطال الكونكاكاف
- دوري أمريكا الوسطى
- دوري الكاريبي
- السوبر ليغا

### كأس العالم تحت 20 سنة لكرة القدم
| سجل كأس العالم تحت 20 سنة لكرة القدم            | سجل كأس العالم تحت 20 سنة لكرة القدم | سجل كأس العالم تحت 20 سنة لكرة القدم | سجل كأس العالم تحت 20 سنة لكرة القدم | سجل كأس العالم تحت 20 سنة لكرة القدم | سجل كأس العالم تحت 20 سنة لكرة القدم | سجل كأس العالم تحت 20 سنة لكرة القدم | سجل كأس العالم تحت 20 سنة لكرة القدم | سجل كأس العالم تحت 20 سنة لكرة القدم | سجل كأس العالم تحت 20 سنة لكرة القدم | سجل كأس العالم تحت 20 سنة لكرة القدم | سجل كأس العالم تحت 20 سنة لكرة القدم | سجل كأس العالم تحت 20 سنة لكرة القدم | سجل كأس العالم تحت 20 سنة لكرة القدم | سجل كأس العالم تحت 20 سنة لكرة القدم | سجل كأس العالم تحت 20 سنة لكرة القدم | سجل كأس العالم تحت 20 سنة لكرة القدم | سجل كأس العالم تحت 20 سنة لكرة القدم | سجل كأس العالم تحت 20 سنة لكرة القدم | سجل كأس العالم تحت 20 سنة لكرة القدم | سجل كأس العالم تحت 20 سنة لكرة القدم | سجل كأس العالم تحت 20 سنة لكرة القدم | سجل كأس العالم تحت 20 سنة لكرة القدم | سجل كأس العالم تحت 20 سنة لكرة القدم | سجل كأس العالم تحت 20 سنة لكرة القدم |
| الدولة                                          | 1977(16)                             | 1979(16)                             | 1981(16)                             | 1983(16)                             | 1985(16)                             | 1987(16)                             | 1989(16)                             | 1991(16)                             | 1993(16)                             | 1995(16)                             | 1997(24)                             | 1999(24)                             | 2001(24)                             | 2003(24)                             | 2005(24)                             | 2007(24)                             | 2009(24)                             | 2011(24)                             | 2013(24)                             | 2015(24)                             | 2017(24)                             | 2019(24)                             | 2023(24)                             | عدد المشاركات                        |
| ----------------------------------------------- | ------------------------------------ | ------------------------------------ | ------------------------------------ | ------------------------------------ | ------------------------------------ | ------------------------------------ | ------------------------------------ | ------------------------------------ | ------------------------------------ | ------------------------------------ | ------------------------------------ | ------------------------------------ | ------------------------------------ | ------------------------------------ | ------------------------------------ | ------------------------------------ | ------------------------------------ | ------------------------------------ | ------------------------------------ | ------------------------------------ | ------------------------------------ | ------------------------------------ | ------------------------------------ | ------------------------------------ |
| كندا                                            | •                                    | R1                                   | •                                    | •                                    | R1                                   | R1                                   | •                                    | •                                    | •                                    | •                                    | R2                                   | •                                    | R1                                   | QF                                   | R1                                   | R1                                   | •                                    | •                                    | •                                    | •                                    | •                                    | •                                    |                                      | 8                                    |
| كوستاريكا                                       | •                                    | •                                    | •                                    | •                                    | •                                    | •                                    | R1                                   | •                                    | •                                    | R1                                   | R1                                   | R2                                   | R2                                   | •                                    | •                                    | R1                                   | 4th                                  | R2                                   | •                                    | •                                    | R2                                   | •                                    |                                      | 9                                    |
| كوبا                                            | •                                    | •                                    | •                                    | •                                    | •                                    | •                                    | •                                    | •                                    | •                                    | •                                    | •                                    | •                                    | •                                    | •                                    | •                                    | •                                    | •                                    | •                                    | R1                                   | •                                    | •                                    | •                                    |                                      | 1                                    |
| السلفادور                                       | •                                    | •                                    | •                                    | •                                    | •                                    | •                                    | •                                    | •                                    | •                                    | •                                    | •                                    | •                                    | •                                    | •                                    | •                                    | •                                    | •                                    | •                                    | R1                                   | •                                    | •                                    | •                                    |                                      | 1                                    |
| غواتيمالا                                       | •                                    | •                                    | •                                    | •                                    | •                                    | •                                    | •                                    | •                                    | •                                    | •                                    | •                                    | •                                    | •                                    | •                                    | •                                    | •                                    | •                                    | R2                                   | •                                    | •                                    | •                                    | •                                    |                                      | 1                                    |
| [[ملف:\|23x15px\|border \|alt=\|link=]] هندوراس | R1                                   | •                                    | •                                    | •                                    | •                                    | •                                    | •                                    | •                                    | •                                    | R1                                   | •                                    | R1                                   | •                                    | •                                    | R1                                   | •                                    | R1                                   | •                                    | •                                    | R1                                   | R1                                   | R1                                   |                                      | 8                                    |
| جامايكا                                         | •                                    | •                                    | •                                    | •                                    | •                                    | •                                    | •                                    | •                                    | •                                    | •                                    | •                                    | •                                    | R1                                   | •                                    | •                                    | •                                    | •                                    | •                                    | •                                    | •                                    | •                                    | •                                    |                                      | 1                                    |
| المكسيك                                         | 2nd                                  | R1                                   | R1                                   | R1                                   | QF                                   | •                                    | ×                                    | QF                                   | QF                                   | •                                    | R2                                   | QF                                   | •                                    | R1                                   | •                                    | QF                                   | •                                    | 3rd                                  | R2                                   | R1                                   | QF                                   | R1                                   |                                      | 16                                   |
| بنما                                            | •                                    | •                                    | •                                    | •                                    | •                                    | •                                    | •                                    | •                                    | •                                    | •                                    | •                                    | •                                    | •                                    | R1                                   | R1                                   | R1                                   | •                                    | R1                                   | •                                    | R1                                   | •                                    | R2                                   |                                      | 6                                    |
| ترينيداد وتوباغو                                |                                      |                                      | •                                    | •                                    | •                                    | •                                    | •                                    | R1                                   | •                                    | •                                    | •                                    | •                                    | •                                    | •                                    | •                                    | •                                    | R1                                   | •                                    | •                                    | •                                    | •                                    | •                                    |                                      | 2                                    |
| الولايات المتحدة                                | •                                    | •                                    | R1                                   | R1                                   | •                                    | R1                                   | 4th                                  | •                                    | QF                                   | •                                    | R2                                   | R2                                   | R2                                   | QF                                   | R2                                   | QF                                   | R1                                   | •                                    | R1                                   | QF                                   | QF                                   | QF                                   |                                      | 16                                   |
| المجموع (11 منتخب)                              | 2                                    | 2                                    | 2                                    | 2                                    | 2                                    | 2                                    | 2                                    | 2                                    | 2                                    | 2                                    | 4                                    | 4                                    | 4                                    | 4                                    | 4                                    | 5                                    | 4                                    | 4                                    | 4                                    | 4                                    | 4                                    | 4                                    | 4                                    | 73                                   |

### كأس العالم للسيدات تحت 20 سنة لكرة القدم
| كندا                | ربع النهائي | الدور الأول | ربع النهائي | ربع النهائي | المجموعات   | الرابع    |   | 6  |
| كوستاريكا           | الدور الأول | •           | •           | المجموعات   | •           | •         |   | 2  |
| المكسيك             | •           | الدور الأول | الدور الأول | ربع النهائي | ربع النهائي | الوصيف    |   | 5  |
| ترينيداد وتوباغو    | •           | الدور الأول | •           | •           | •           | •         |   | 1  |
| الولايات المتحدة    | الوصيف      | •           | الدور الأول | •           | المجموعات   | المجموعات |   | 4  |
| المجموع (5 منتخبات) | 3           | 3           | 3           | 3           | 3           | 3         | 3 | 21 |

### كأس العالم تحت 17 سنة
| سجل كأس العالم تحت 17 سنة                       | سجل كأس العالم تحت 17 سنة | سجل كأس العالم تحت 17 سنة | سجل كأس العالم تحت 17 سنة | سجل كأس العالم تحت 17 سنة | سجل كأس العالم تحت 17 سنة | سجل كأس العالم تحت 17 سنة | سجل كأس العالم تحت 17 سنة | سجل كأس العالم تحت 17 سنة | سجل كأس العالم تحت 17 سنة | سجل كأس العالم تحت 17 سنة | سجل كأس العالم تحت 17 سنة | سجل كأس العالم تحت 17 سنة | سجل كأس العالم تحت 17 سنة | سجل كأس العالم تحت 17 سنة | سجل كأس العالم تحت 17 سنة | سجل كأس العالم تحت 17 سنة | سجل كأس العالم تحت 17 سنة | سجل كأس العالم تحت 17 سنة | سجل كأس العالم تحت 17 سنة | سجل كأس العالم تحت 17 سنة |
| الدولة                                          | 1985(16)                  | 1987(16)                  | 1989(16)                  | 1991(16)                  | 1993(16)                  | 1995(16)                  | 1997(16)                  | 1999(16)                  | 2001(16)                  | 2003(16)                  | 2005(16)                  | 2007(24)                  | 2009(24)                  | 2011(24)                  | 2013(24)                  | 2015(24)                  | 2017(24)                  | 2019(24)                  | 2023(24)                  | عدد المشاركات             |
| ----------------------------------------------- | ------------------------- | ------------------------- | ------------------------- | ------------------------- | ------------------------- | ------------------------- | ------------------------- | ------------------------- | ------------------------- | ------------------------- | ------------------------- | ------------------------- | ------------------------- | ------------------------- | ------------------------- | ------------------------- | ------------------------- | ------------------------- | ------------------------- | ------------------------- |
| كندا                                            | •                         | الدور الأول               | الدور الأول               | •                         | الدور الأول               | الدور الأول               | •                         | •                         | •                         | •                         | •                         | •                         | •                         | الدور الأول               | الدور الأول               | •                         | •                         | الدور الأول               |                           | 7                         |
| كوستاريكا                                       | الدور الأول               | •                         | •                         | •                         | •                         | الدور الأول               | الدور الأول               | •                         | ربع النهائي               | ربع النهائي               | ربع النهائي               | الدور الثاني              | الدور الأول               | •                         | •                         | ربع النهائي               | الدور الأول               | •                         |                           | 10                        |
| كوبا                                            | •                         | •                         | الدور الأول               | الدور الأول               | •                         | •                         | •                         | •                         | •                         | •                         | •                         | •                         | •                         | •                         | •                         | •                         | •                         | •                         |                           | 2                         |
| هايتي                                           | •                         | •                         | •                         | •                         | •                         | •                         | •                         | •                         | •                         | •                         | •                         | الدور الأول               | •                         | •                         | •                         | •                         | •                         | الدور الأول               |                           | 2                         |
| [[ملف:\|23x15px\|border \|alt=\|link=]] هندوراس | •                         | •                         | •                         | •                         | •                         | •                         | •                         | •                         | •                         | •                         | •                         | الدور الأول               | الدور الأول               | •                         | ربع النهائي               | الدور الأول               | الدور الثاني              | •                         |                           | 5                         |
| جامايكا                                         | •                         | •                         | •                         | •                         | •                         | •                         | •                         | الدور الأول               | •                         | •                         | •                         | •                         | •                         | الدور الأول               | •                         | •                         | •                         | •                         |                           | 2                         |
| المكسيك                                         | الدور الأول               | الدور الأول               | •                         | الدور الأول               | الدور الأول               | •                         | الدور الأول               | ربع النهائي               | •                         | ربع النهائي               | البطل                     | •                         | الدور الثاني              | البطل                     | الوصيف                    | الرابع                    | الدور الثاني              | الوصيف                    |                           | 14                        |
| بنما                                            | •                         | •                         | •                         | •                         | •                         | •                         | •                         | •                         | •                         | •                         | •                         | •                         | •                         | الدور الثاني              | الدور الأول               | •                         | •                         | •                         |                           | 2                         |
| ترينيداد وتوباغو                                | •                         | •                         | •                         | •                         | •                         | •                         | •                         | •                         | R1                        | •                         | •                         | الدور الأول               | •                         | •                         | •                         | •                         | •                         | •                         |                           | 2                         |
| الولايات المتحدة                                | الدور الأول               | الدور الأول               | الدور الأول               | ربع النهائي               | ربع النهائي               | الدور الأول               | الدور الأول               | الرابع                    | الدور الأول               | ربع النهائي               | ربع النهائي               | الدور الثاني              | الدور الثاني              | الدور الثاني              | •                         | الدور الأول               | ربع النهائي               | الدور الأول               |                           | 17                        |
| المجموع (10 منتخبات)                            | 3                         | 3                         | 3                         | 3                         | 3                         | 3                         | 3                         | 2                         | 3                         | 3                         | 3                         | 5                         | 4                         | 5                         | 4                         | 4                         | 4                         | 4                         | 4                         | 66                        |

- ملاحظة 1: تم تجريد المضيف الأصلي بيرو من حق استضافة حدث 2019 في فبراير 2019.[5]

### كأس العالم للسيدات تحت 17 سنة لكرة القدم
| كندا                | ربع النهائي | الدور الأول | ربع النهائي | ربع النهائي | المجموعات   | الرابع    |   | 6  |
| كوستاريكا           | الدور الأول | •           | •           | المجموعات   | •           | •         |   | 2  |
| المكسيك             | •           | الدور الأول | الدور الأول | ربع النهائي | ربع النهائي | الوصيف    |   | 5  |
| ترينيداد وتوباغو    | •           | الدور الأول | •           | •           | •           | •         |   | 1  |
| الولايات المتحدة    | الوصيف      | •           | الدور الأول | •           | المجموعات   | المجموعات |   | 4  |
| المجموع (5 منتخبات) | 3           | 3           | 3           | 3           | 3           | 3         | 3 | 21 |

### كأس العالم داخل الصالات
| سجل بطولة كأس العالم داخل الصالات | سجل بطولة كأس العالم داخل الصالات | سجل بطولة كأس العالم داخل الصالات | سجل بطولة كأس العالم داخل الصالات | سجل بطولة كأس العالم داخل الصالات | سجل بطولة كأس العالم داخل الصالات | سجل بطولة كأس العالم داخل الصالات | سجل بطولة كأس العالم داخل الصالات | سجل بطولة كأس العالم داخل الصالات | سجل بطولة كأس العالم داخل الصالات | سجل بطولة كأس العالم داخل الصالات |
| الدولة                            | 1989 (16)                         | 1992 (16)                         | 1996 (16)                         | 2000 (16)                         | 2004 (16)                         | 2008 (20)                         | 2012 (24)                         | 2016 (24)                         | 2021 (24)                         | عدد المشاركات                     |
| --------------------------------- | --------------------------------- | --------------------------------- | --------------------------------- | --------------------------------- | --------------------------------- | --------------------------------- | --------------------------------- | --------------------------------- | --------------------------------- | --------------------------------- |
| كندا                              | الدور الأول                       |                                   |                                   |                                   |                                   |                                   |                                   |                                   |                                   | 1                                 |
| كوستاريكا                         |                                   | الدور الأول                       |                                   | الدور الأول                       |                                   |                                   | الدور الأول                       | الدور الثاني                      | الدور الأول                       | 5                                 |
| كوبا                              |                                   |                                   | الدور الأول                       | الدور الأول                       | الدور الأول                       | الدور الأول                       |                                   | الدور الأول                       |                                   | 5                                 |
| غواتيمالا                         |                                   |                                   |                                   | الدور الأول                       |                                   | الدور الأول                       | الدور الأول                       | الدور الأول                       | الدور الأول                       | 5                                 |
| المكسيك                           |                                   |                                   |                                   |                                   |                                   |                                   | الدور الأول                       |                                   |                                   | 1                                 |
| بنما                              |                                   |                                   |                                   |                                   |                                   |                                   | الدور الثاني                      | الدور الأول                       | الدور الأول                       | 3                                 |
| الولايات المتحدة                  | الثالث                            | الوصيف                            | الدور الأول                       |                                   | الدور الثاني                      | الدور الأول                       |                                   |                                   | الدور الأول                       | 6                                 |
| المجموع (7 منتخبات)               | 2                                 | 2                                 | 2                                 | 3                                 | 2                                 | 3                                 | 4                                 | 4                                 | 4                                 | 26                                |

### كأس العالم الشاطئية
| سجل كأس العالم الشاطئية | سجل كأس العالم الشاطئية | سجل كأس العالم الشاطئية | سجل كأس العالم الشاطئية | سجل كأس العالم الشاطئية | سجل كأس العالم الشاطئية | سجل كأس العالم الشاطئية | سجل كأس العالم الشاطئية | سجل كأس العالم الشاطئية | سجل كأس العالم الشاطئية | سجل كأس العالم الشاطئية | سجل كأس العالم الشاطئية | سجل كأس العالم الشاطئية | سجل كأس العالم الشاطئية | سجل كأس العالم الشاطئية | سجل كأس العالم الشاطئية | سجل كأس العالم الشاطئية | سجل كأس العالم الشاطئية | سجل كأس العالم الشاطئية | سجل كأس العالم الشاطئية | سجل كأس العالم الشاطئية | سجل كأس العالم الشاطئية | سجل كأس العالم الشاطئية |
| الدولة                  | 1995(8)                 | 1996(8)                 | 1997(8)                 | 1998(10)                | 1999(12)                | 2000(12)                | 2001(12)                | 2002(8)                 | 2003(8)                 | 2004(12)                | 2005 ‏(12)               | 2006(16)                | 2007(16)                | 2008(16)                | 2009(16)                | 2011(16)                | 2013(16)                | 2015(16)                | 2017(16)                | 2019(16)                | 2021(16)                | عدد المشاركات           |
| ----------------------- | ----------------------- | ----------------------- | ----------------------- | ----------------------- | ----------------------- | ----------------------- | ----------------------- | ----------------------- | ----------------------- | ----------------------- | ----------------------- | ----------------------- | ----------------------- | ----------------------- | ----------------------- | ----------------------- | ----------------------- | ----------------------- | ----------------------- | ----------------------- | ----------------------- | ----------------------- |
| جزر البهاما             | •                       | •                       | •                       | •                       | •                       | •                       | •                       | •                       | •                       | •                       | •                       | •                       | •                       | •                       | •                       | •                       | •                       | •                       | الدور الأول 11          | •                       | •                       | 1                       |
| كندا                    | •                       | الدور الأول 7           | •                       | •                       | ربع النهائي 7           | •                       | •                       | •                       | •                       | •                       | •                       | ربع النهائي 7           | •                       | •                       | •                       | •                       | •                       | •                       | •                       | •                       | •                       | 3                       |
| كوستاريكا               | •                       | •                       | •                       | •                       | •                       | •                       | •                       | •                       | •                       | •                       | •                       | •                       | •                       | •                       | الدور الأول 15          | •                       | •                       | الدور الأول 16          | •                       | •                       | •                       | 2                       |
| السلفادور               | •                       | •                       | •                       | •                       | •                       | •                       | •                       | •                       | •                       | •                       | •                       | •                       | •                       | الدور الأول 14          | الدور الأول 14          | الرابع                  | ربع النهائي 6           | •                       | •                       | •                       | الدور الأول             | 4                       |
| المكسيك                 | •                       | •                       | •                       | •                       | •                       | •                       | •                       | •                       | •                       | •                       | •                       | •                       | الوصيف                  | الدور الأول 11          | •                       | ربع التهائي 8           | •                       | الدور الأول 15          | الدور الأول 13          | الدور الأول 15          | •                       | 6                       |
| بنما                    | •                       | •                       | •                       | •                       | •                       | •                       | •                       | •                       | •                       | •                       | •                       | •                       | •                       | •                       | •                       | •                       | •                       | •                       | الدور الأول 14          | •                       | •                       | 1                       |
| الولايات المتحدة        | الوصيف                  | الرابع                  | الثالث                  | الدور الأول 7           | ربع النهائي 6           | ربع النهائي 7           | ربع النهائي 5           | •                       | الدور الأول 10          | الدور الأول 10          | الدور الأول 10          | الدور الأول 10          | الدور الأول 13          | •                       | •                       | •                       | الدور الأول 10          | •                       | •                       | الدور الأول 14          | الدور الأول             | 14                      |
| المجموع (7 منتخبات)     | 1                       | 2                       | 1                       | 1                       | 2                       | 1                       | 1                       | 0                       | 1                       | 1                       | 1                       | 2                       | 2                       | 2                       | 2                       | 2                       | 2                       | 2                       | 3                       | 2                       | 2                       | 32                      |

### البطولات السابقة

#### كأس القارات
| سجل كأس القارات     | سجل كأس القارات | سجل كأس القارات | سجل كأس القارات | سجل كأس القارات | سجل كأس القارات | سجل كأس القارات | سجل كأس القارات | سجل كأس القارات | سجل كأس القارات | سجل كأس القارات | سجل كأس القارات |
| الدولة              | 1992 (4)        | 1995 (6)        | 1997 (8)        | 1999 (8)        | 2001 (8)        | 2003 (8)        | 2005 (8)        | 2009 (8)        | 2013 (8)        | 2017 (8)        | عدد المشاركات   |
| ------------------- | --------------- | --------------- | --------------- | --------------- | --------------- | --------------- | --------------- | --------------- | --------------- | --------------- | --------------- |
| كندا                | •               | •               | •               | ×               | المجموعات       | •               | •               | •               | •               | •               | 1               |
| المكسيك             | •               | الثالث          | المجموعات       | البطل           | المجموعات       | •               | الرابع          | •               | المجموعات       | الرابع          | 7               |
| الولايات المتحدة    | الثالث          | •               | •               | الثالث          | •               | المجموعات       | •               | الثاني          | •               | •               | 4               |
| المجموع (3 منتخبات) | 1               | 1               | 1               | 2               | 2               | 1               | 1               | 1               | 1               | 1               | 12              |

## انظر ايضًا
- الاتحاد الدولي لكرة القدم (الفيفا)
- الاتحاد الآسيوي لكرة القدم (AFC)
- اتحاد أوقيانوسيا لكرة القدم (OFC)
- الاتحاد الإفريقي لكرة القدم (كاف)
- اتحاد أمريكا الجنوبية لكرة القدم (كونميبول)
- الاتحاد الأوروبي لكرة القدم (UEFA)
- كرة القدم في كندا
- كرة القدم في الولايات المتحدة

## وصلات خارجية
- (بالإنجليزية) الموقع الرسمي
- كونكاف على مشروع الدليل المفتوح
- قوانين الكونكاكاف
- اتحاد أمريكا الشمالية والوسطى والكاريبي لكرة القدم على موقع Soccerlens.com.